# 小高弘之
小高 弘之（おだか ひろゆき、1938年（昭和13年）6月8日 - ）は、日本の画家・彫刻家・創作陶芸家。千葉県八千代市出身。

## 人物
武蔵野美術大学を中退後、一般企業へ工業デザイナーとして就職。会社員時代よりいつか海外に出て日本の文化を広めたいという思いから伝統芸能（詩吟や尺八、居合など）を師事。
油彩画や水彩画、切り絵などにも日本を題材とした作品が多い。太平洋美術会理事・審査員、近代日本美術協会理事・運営委員・審査員、神奈川美術会理事・審査運営委員などを歴任するが、母親の介護のため辞任。その後クラブツーリズムのツアー講師やインターネットを活用し、初心者でも簡単に描ける水彩画や鉛筆画を指導する。
76歳(2014年10月現在)でディンプルアートのインストラクターを取得したり、テレビ出演や電子書籍の出版に関わる。